# KRI Nanggala 402
KRI Nanggala (402)  var en ubåd i Indonesiens flåde, som i april 2021 sank i Balihavet.  Den var den anden af 2 fartøjer i ubådsklassen 209-1300, der byggedes til Indonesien, og som i Indonesien kaldes Cakra-klassen.

## Historie
Nanggala løb af stablen 4. September 1980 fra Howaldtswerke-Deutsche Werft (de) i Kiel . Kl. 6. I juli 1981 blev hun sat i tjeneste for den indonesiske flåde og overført til Indonesien .  Den blev opkaldt efter et guddommeligt kort spyd båret af den hinduistiske gud Balarama (en). 
De to ubåde i Cakra-klassen, KRI Cakra (401) og KRI Nanggala (402), var i flere årtier de eneste aktive ubåde i den indonesiske flåde mellem oplægningen af KRI Pasopati (410; en projekt 613- ubåd) i 1994 og idriftsættelsen af KRI Nagapasa (403; en variant af ubådsklasse 209 ) i 2017.

## Moderniseringer
Nanggala blev renoveret på Howaldtswerke i Kiel i 1989. Fra oktober 1997 til juni 1999 blev batterierne skiftet i Surabaya og der blev installeret et Sinbad brandkontrolsystem .  Fra 2010 og 2 år frem blev ubåden moderniseret på Daewoo Shipbuilding & Marine Engineering  i Sydkorea og vendte tilbage til den indonesiske flåde i februar 2012.   Efter moderniseringen var Nanggala i stand til at affyre fire torpedoer samtidigt mod forskellige mål og affyre anti- skibsmissiler af typen UGM-84 Harpoon og den maksimale nedsænkede hastighed blev 25 knob (46 km / t). 
I 2016 blev ubåden udstyret med et Aselsan ekkolod . 

## Forsvinding
Den 21. April 2021, efter den sidste radioforbindelse omkring klokken 3 lokal tid, forsvandt båden under hidtil uopklarede omstændigheder på en rutinemission med torpedoøvelser omkring 51 sømil (95 kilometer) nord for Bali .  Der var 53 besætningsmedlemmer om bord og havdybden er omkring 700 m på stedet. Det indonesiske militær bad Singapore og Australien om hjælp til søgningen.  Samme dag meddelte det indonesiske forsvarsministerium, at helikoptere havde opdaget en olieplet i det område, hvor ubåden befandt sig, inden kontakten blev brudt. 

## Eftersøgning og placering
- 21. April 2021: Med Swift Rescue sattes et redningsskib fra Singapores væbnede styrker med speciale i ubåde af sted til Nanggalas sidst kendte position.
- 22 April 2021: Yudo Margono, den højest rangerede admiral i den indonesiske flåde, sagde, at iltreserverne - baseret på en besætning på 53 personer - var tilstrækkelige til et tre-dages dyk, og at ilt derfor forventedes at række til den 24. april. April omkring kl. 3 UTC + 8 (23. April kl. 19 UTC .
- 23 April 2021: Australien støtter eftersøgningen med fregatten HMAS Ballarat og hjælpeprogrammet HMAS Sirius , USA sender en P-8 Poseidon for at søge efter båden  og den indiske flåde sætter en redningsubåd i marts.  Skibe fra Malaysia deltog også i eftersøgningen, og andre stater har erklæret deres støtte.
- 24 April 2021: Efter at dele af ubåden - et torpedoskrog og en flaske med smøremiddel til periskopet - blev fundet ud for Bali-kysten, [3] [2] kunne den indonesiske flåde lokalisere ubåden i en dybde på ca. 850 meter.   Ifølge luftmarskal Hadi Tjahjanto var håbet om at finde overlevende ringe. Flåden ændrede ubådens status fra "forsvundet" til "sunket".

## Kommandører
Følgende tabel viser alle kommandører for Nanggala fra 2013 til synkningen:
| Rang              | Efternavn            | af                 | til                 |
| ----------------- | -------------------- | ------------------ | ------------------- |
| Løjtnantkommandør | Wirawan Ady Prasetya | 2013               | Maj 2014            |
| Løjtnantkommandør | Harry Setiawa        | 16. Maj 2014       | 0 8. december 2015  |
| Kommandør         | Widya Poerwandanu    | 0 8. december 2015 | 29 September 2016   |
| Kommandør         | Ahmad Noer Taufik    | 29 September 2016  | 0 december 2016     |
| Kommandør         | Yulius Azz Zaenal    | 0 december 2016    | 20. Februar 2019    |
| Kommandør         | Ansori               | 20. Februar 2019   | 0 3. april 2020     |
| Kommandør         | Heri Octavian        | 0 3. april 2020    | Synker i april 2021 |

- Kontrolrummet
- 1992